# Desdunes
Desdunes este o comună din arondismentul Dessalines, departamentul Artibonite, Haiti, cu o suprafață de 99,49 km2 și o populație de 33.672 locuitori (2009).